# Dylan Tombides
Dylan James Tombides (Perth, 8 de marzo de 1994-Londres, 18 de abril de 2014) fue un futbolista australiano que jugaba en la posición de delantero en el West Ham United de la Premier League inglesa.

## Carrera

### West Ham United
Jugó en equipos juveniles en Australia y Hong Kong antes de unirse al West Ham United a la edad de 15 años. En mayo de 2011, mientras jugaba para las categorías inferiores del West Ham United fue convocado para un partido de la Premier League ante el Sunderland AFC.
El 25 de septiembre de 2012 hizo su debut profesional para West Ham, ingresando en el terreno de juego a los 84 minutos en sustitución de Gary O'Neil, en un partido ante el Wigan Athletic, por la Capital One Cup. El mismo finalizó 4-1 a favor de su equipo.

## Selección nacional
Tombides jugó en la Copa Mundial de Fútbol Sub-17 de 2011 que se realizó en México. En ese torneo representó a Australia en partidos contra Costa de Marfil, Brasil, Dinamarca y Uzbekistán, anotando un gol en el triunfo ante Costa de Marfil. En enero de 2014, representó a Australia en el Campeonato Sub-22 de la AFC en Mascate, Omán. En ese torneo, Tombides jugó en partidos contra Omán, Irán y Japón, y jugó los cuartos de final contra Arabia Saudita.

### Participaciones en Copas del Mundo
| Mundial                     | Sede   | Fase             |
| --------------------------- | ------ | ---------------- |
| Copa Mundial Sub-17 de 2011 | México | Octavos de final |

### Goles internacionales
| #  | Fecha               | Lugar                                 | Rival           | Gol | Resultado | Competición            |
| -- | ------------------- | ------------------------------------- | --------------- | --- | --------- | ---------------------- |
| 1. | 20 de junio de 2011 | Estadio Omnilife, Guadalajara, México | Costa de Marfil | 2-1 | 2-1       | Mundial Sub-17 de 2011 |

## Diagnóstico de cáncer y muerte

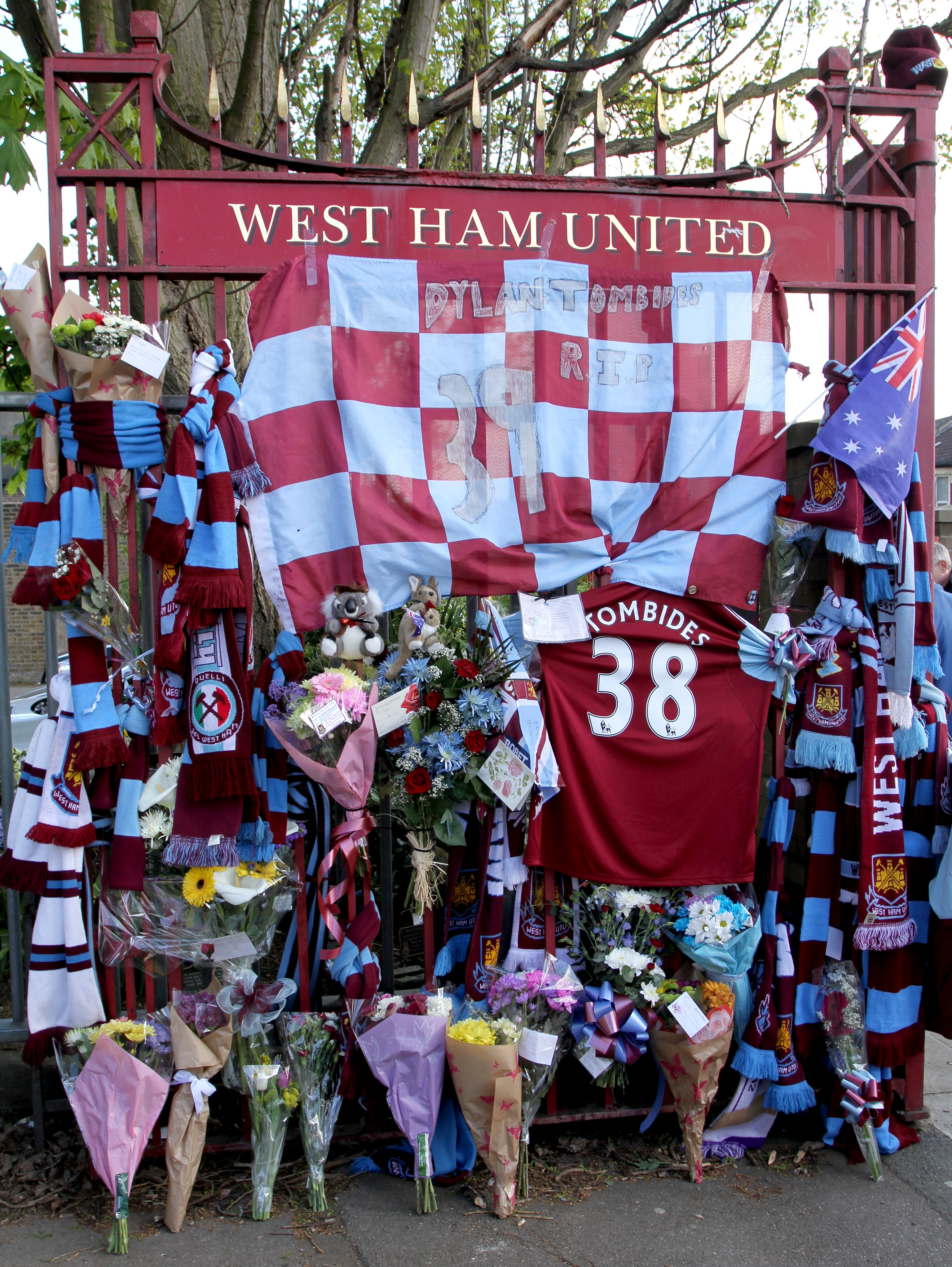
Homenaje de la afición de West Ham tras su muerte.

En 2011, Tombides fue diagnosticado con cáncer de testículo, durante una prueba de dopaje realizada después de la derrota por 4-0  de Australia contra Uzbekistán en la Copa Mundial de Fútbol Sub-17 de 2011.
En junio de 2012, después del tratamiento, Tombides tuvo una leve recuperación y regresó a los entrenamientos del West Ham United. Sin embargo, el 18 de abril de 2014 murió acompañado de su familia.

## Estadísticas

### Clubes
| Club               | País       | Año         |
| ------------------ | ---------- | ----------- |
| West Ham United FC | Inglaterra | 2012 - 2014 |

 Actualizado al último partido jugado el 25 de septiembre de 2012.
| Club                               | Temporada           | Liga  | Liga  | Copa FA | Copa FA | Copa de Liga | Copa de Liga | Otros | Otros | Total | Total |
| Club                               | Temporada           | Part. | Goles | Part.   | Goles   | Part.        | Goles        | Part. | Goles | Part. | Goles |
| ---------------------------------- | ------------------- | ----- | ----- | ------- | ------- | ------------ | ------------ | ----- | ----- | ----- | ----- |
| West Ham United Academy Inglaterra | 2010-11             | 12    | 4     | 0       | 0       | 0            | 0            | 0     | 0     | 12    | 4     |
| West Ham United Academy Inglaterra | 2011-12             | 9     | 1     | 0       | 0       | 0            | 0            | 0     | 0     | 9     | 1     |
| West Ham United Inglaterra         | 2012-13             | 0     | 0     | 0       | 0       | 1            | 0            | 0     | 0     | 1     | 0     |
| West Ham United Inglaterra         | 2013-14             | 0     | 0     | 0       | 0       | 0            | 0            | 0     | 0     | 0     | 0     |
| Total en su carrera                | Total en su carrera | 21    | 5     | 0       | 0       | 1            | 0            | 0     | 0     | 23    | 5     |

### Selección nacional
Actualizado al último partido jugado el 20 de enero de 2014.
| Categoría                     | Año(s) | PJ | Goles |
| ----------------------------- | ------ | -- | ----- |
| Selección de Australia Sub-23 | 2014   | 4  | 0     |
| Selección de Australia Sub-17 | 2011   | 5  | 1     |